# Landestheater für Ost- und Westpreußen
Das Landestheater für Ost- und Westpreußen war ein Theaterensemble von 1927 bis 1932. (Es ist vom Ostpreußischen Landestheater seit 1924 zu unterscheiden.)

## Geschichte

### Vorgängerinstitutionen
Seit 1910 hatte es einen Verein Volksbühne GmbH am Stadttheater in Königsberg gegeben. Dieser ermöglichte Mitgliedern regelmäßige Theaterbesuche zu niedrigen Eintrittspreisen (wie andere deutschsprachige Volksbühnen-Vereine auch). 1921 übernahm er den Spielbetrieb des Sprechtheaters im Stadttheater als Eigentümer. Dieses gastierte in den folgenden Jahren auch an einigen anderen Orten, wie zum Beispiel in Stallupönen. (1924 wurden das Stadttheater und das Neue Schauspielhaus organisatorisch zum Ostpreußischen Landestheater zusammengelegt. Es ist unklar, ob die Volksbühnen GmbH daran noch beteiligt war.)

### Landestheater für Ost- und Westpreußen
Seit 1927 gab es ein Theaterensemble Landestheater für Ost- und Westpreußen. Offizieller Eigentümer war der Verband der deutschen Volksbühnen-Vereine mit Sitz in Berlin-Moabit. Die Leitung und Verwaltung des Landestheaters befand sich in der Theaterstraße 2 in Königsberg (1931 erwähnt). Gespielt wurde in etwa 30 Orten in Ostpreußen, darunter in allen Städten, nur selten in Königsberg.
Zu dem Ensemble gehörten fünf Schauspieler und drei Schauspielerinnen (1931/32).
Gespielt wurden fortschrittliche moderne und klassische Theaterstücke.
1931 war das Stadttheater Tilsit möglicherweise stärker organisatorisch mitbeteiligt.
Im Sommer 1932 wurde das Ensemble aufgelöst.
(1935 wohnte in dem Gebäude Theaterstraße 2 ein A. Sauermann als Inhaber des Deutschen Theaters.)

## Persönlichkeiten
Künstlerischer Leiter
- 1930/31 Rudolf Joho
- 1931/32 Fritz Ritter

Schauspieler
Es gab fünf Schauspieler und drei Schauspielerinnen (1931/32). Die Besetzungen wechselten wahrscheinlich in jedem Jahr.
- Martin Held, 1931/32 eine Spielsaison

## Repertoire

### 1927/28
In der Theatersaison 1927/28 wurden 16 Stücke aufgeführt
- Ferenc Molnár: Spiel im Schloss
- Friedrich Hebbel: Gyges und sein Ring
- Heinrich von Kleist: Der zerbrochene Krug
- Theodor Körner: Der Nachtwächter
- Franz Nabl: Trieschübel
- Römer: Das tapfere Schneiderlein
- Oscar Wilde: Bunbury (in der Übersetzung von Blei)
- Hermann Sudermann: Die Schmetterlingsschlacht
- Bruno Frank: Zwölftausend
- Paul Apel: Liebe
- Georg Kaiser: Kolportage
- Henrik Ibsen: Rosmersholm
- Curt Goetz: Ingeborg
- Max Halbe: Der Strom
- Robert Grötzsch: Dykerpotts Erben
- Georg Kaiser: Der mutige Seefahrer

### 1928/29
1928/29 gab es 10 verschiedene Theaterstücke
- William Shakespeare: Was ihr wollt (nach der Übersetzung von Schlegel)
- George Bernard Shaw: Zinsen (nach der Übersetzung von Trebitsch)
- Georg Kaiser: David und Goliath
- Molière: Tartüff
- Eßmann: Vater und Sohn
- Sloboda: Am Teetisch
- Gotthold Ephraim Lessing: Nathan der Weise
- Gerhart Hauptmann: Einsame Menschen
- Roderich Benedix: Die zärtlichen Verwandten
- Curt Goetz: Hokuspokus

### 1929/30
In der Spielsaison 1929/30 wurden 11 Theaterproduktionen gezeigt, darunter mehrere Romanbearbeitungen.
- Lion Feuchtwanger: Kalkutta
- Ladislaus Fodor: Arm wie eine Kirchenmaus
- André Gide: Bathseba (nach der Übersetzung von Birnbaum)
- Romain Rolland: Ein Spiel von Tod und Liebe
- Maugham: Finden Sie, dass sich Constanze richtig verhält (nach der Übersetzung von Zoff)
- Georg Kaiser: Oktobertag
- Raynal: Das Grabmal des unbekannten Soldaten (nach der Übersetzung von Gerlach)
- Edgar Wallace: Der Hexer (nach der Übersetzung von Matthias)
- William Shakespeare: Der Widerspenstigen Zähmung (nach der Übersetzung von Baudissin)
- August von Kotzebue: Die deutschen Kleinstädter
- Edgar Wallace: Der Mann, der seinen Namen änderte (nach der Übersetzung von Rothe)

### 1930/31
In der Saison 1930/31 gab es wieder 11 neue Theaterproduktionen.
- Wilhelm Schmidtbonn: Die Schauspieler
- Sherriff: Die andere Seite (nach der Übersetzung von Reisiger)
- Mell: Das Apostelspiel
- Gerhart Hauptmann: Hanneles Himmelfahrt
- Molière: Der Geizige (nach der Übersetzung von Baudissin)
- Ackermann: Fünf Akte Lotterie
- Brandon Thomas: Charleys Tante
- Curt Goetz: Der Mörder
- Curt Goetz: Das Märchen
- Curt Goetz: Tobby
- Julius Berstl: Scribbys Suppen sind die besten